# Karl Aschenbrenner
Karl Aschenbrenner   (Bison, 20 de novembre de 1911 - Budapest, 4 de juliol de 1988) va ser un filòsof nord -americà, traductor a l'anglès d'obres en llatí i alemany, i destacat especialista en filosofia analítica i estètica. Va ser autor i editor de més de 48 publicacions, incloent-hi cinc monografies, 27 articles, i 16 ressenyes de llibres.
El seu lloc acadèmic principal va ser a la Universitat de Califòrnia, Berkeley, al Departament de Filosofia. Aschenbrenner va coeditar, amb Arnold Isenberg, una col·lecció d'assajos sobre el tema de la teoria estètica. Com a cotraductor amb William B. Holther, Aschenbrenner va publicar l'obra principal d'Alexander Gottlieb Baumgarten i, amb Donald Nicholl, va ajudar a completar la segona edició d'una important obra del filòsof alemany Joseph M. Bocheński.
Destaca especialment pel seu comentari autoritzat sobre la Kritik der Reinen Vernunft d'Immanuel Kant, així com pel comentari que ell i Nicholl van oferir en la seva traducció de "Meditationes philosophicae de nonnullis ad poema pertinentibus" de Baumgarten que fa d'introducció a aquesta obra.
Excepte en els seus anys sabàtics, Aschenbrenner va residir a Berkeley, Califòrnia, de 1943 a 1986 i a Los Angeles de 1986 a 1988. Durant els períodes sabàtics, Aschenbrenner va ensenyar a la Universität Wien, al University College de Londres i a la Ludwig-Maximilians-Universität München. Va romandre professor emèrit a la Universitat de Califòrnia a Berkeley fins a la seva defunció el 1988.
Karl Aschenbrenner va morir a Budapest mentre feia investigacions i està enterrat al cementiri Farkasréti d'aquesta ciutat.
Els documents d'Aschenbrenner són a la biblioteca Doe Library de la Universitat de Califòrnia a Berkeley.

## Biografia
Segons la nota publicada a "In Memoriam", un lloc mantingut pel Senat Acadèmic de la Universitat de Califòrnia, Aschenbrenner descendia dels immigrants alemanys del Volga a Kansas. Aschenbrenner va néixer el 20 de novembre de 1911 a Bison, comtat de Rush, en aquest estat. La seva educació va ser a Portland, Oregon. Va fer els seus estudis de grau al Reed College, graduant-se-s'hi el 1934. Va obtenir el Màster el 1938 i el doctorat el 1940, ambdós a Berkeley. Va treballar com a instructor al Reed College durant dos anys, i després com a tinent meteoròleg a la Reserva Naval dels Estats Units del 1943 al 1946. Va exercir com a instructor de vol al St. Mary's College de Moraga, Califòrnia (1942–1946), i després d'això es va incorporar al cos docent del Departament de Parla de la Universitat de Califòrnia a Berkeley.
L'any 1948 hi va obtenir el seu nomenament com a professor ajudant del Departament de Filosofia. “El seu ensenyament va ser principalment en estètica i història de la filosofia, en particular el curs de Kant", segons la nota publicada a "In Memoriam". El seu principal instructor va ser Jacob Loewenberg, el principal kantià de Berkeley i director del Departament de Filosofia entre 1935 i 1941, mentre Aschenbrenner estudiava el seu doctorat.
Aschenbrenner va ser actiu en la fundació el 1963 del Journal of the History of Philosophy (Revista d'Història de la Filosofia), a la junta directiva de la qual va servir durant 27 anys. Va obtenir les beques Guggenheim, Fulbright i NEH.
Aschenbrenner va estudiar el magiar, la llengua hongaresa, per tal de posar a prova les seves teories en el context d'una llengua que no era indoeuropea però que és parlada per gent de cultura europea. El seu article The Appraisive Function of Hungarian Verbs in -kodik, -kedik and –ködik es basa en les seves investigacions. La nota "In Memoriam" comenta: "Mentre que les llengües indoeuropees expressen valoracions gairebé completament mitjançant l'ús de vocabularis especials, el magiar posseeix terminacions verbals que aporten un sentit acreditatiu o pejoratiu al compost resultant. Així, els parlants magiars pensen en algunes nocions avaluatives com a modalitats de conceptes descriptius més que com una família diferent.”
Aschenbrenner va exercir com a cap de departament en dues ocasions a Berkeley, primer com a president del Departament de Filosofia a Dwinelle Hall (1957–1962) i més tard com a president del Departament de Disseny a Wurster Hall (1964–1965). El seu servei en aquest darrer càrrec ha estat documentat al Centennial Record, mantingut per Calisphere, un servei de les biblioteques de la Universitat de Califòrnia.

## Publicacions
George Boas, en una revisió publicada l'any 1955 a Modern Language Notes, comenta sobre la traducció d'Aschenbrenner-Holther de Baumgarten's Reflections on Poetry: "Els editors, la introducció dels quals és admirable en molts aspectes, sobretot perquè acaba fent supèrflua la lectura de la pròpia obra de Baumgarten (…).”
Irving Singer, a una ressenya publicada el 1955 a The Philosophical Review comentava la mateixa obra. "Els Srs. Aschenbrenner i Holther han de ser elogiats per posar a disposició una obra que ha estat oblidada durant molts anys."
Els tres grans treballs d'Aschenbrenner en el camp de la filosofia analítica (Concepts of Value, Conceptes de valor, 1971; Concepts of Criticism, Conceptes de crítica, 1974; i Analysis of Appraisive Characterization, Anàlisi de la caracterització valorativa, 1983) van rebre crítiques molt favorables en el moment de la seva publicació, amb ressenyes en revistes alemanyes, holandeses i espanyoles. Aquestes tres obres s'han de considerar com precursores de l'anàlisi de contingut assistit per ordinador actual.
La mort d'Aschenbrenner va ser assenyalada per J. Maeyaert al Tijdschrift voor Filosofie (Revista de Filosofia): "El seu ensenyament estava especialment dedicat a l'estètica i la història de la filosofia". Antonio Cua, a Philosophy East and West, va reenviar els lectors a Concepts of Value “per a una discussió il·luminadora de la creativitat valorativa en general".
Els escrits d'Aschenbrenner es van donar a conèixer en 113 publicacions de diferents menes i es troben a les col·leccions de 2.371 fons de biblioteques segons la pàgina d'Identitats de WorldCat. Excloent les traduccions d'obres publicades anteriorment, les obres d'Aschenbrenner apareixen en anglès (48), polonès (3), alemany (2), francès (2), espanyol, italià, grec modern i romanès (1 cadascun). Els articles d'Aschenbrenner s'han dipositat a la Doe Library de la Universitat de Califòrnia a Berkeley.

## Família
Aschenbrenner es va casar amb Margaret Marie Kerr, també graduada del Reed College, el 1937 a l'Església baptista de Page Street, San Francisco i van ser els pares de Lisbeth Aschenbrenner, advocada, Peter J. Aschenbrenner, historiador, i John N. Aschenbrenner, compositor.